# 니시와키정 (효고현)
니시와키정(西脇町)은 효고현 다카군에 있던 정이다. 현재의 니시와키시 남서부에 해당한다.

## 역사
- 1889년 4월 1일 - 정촌제 시행에 의해 1정 12촌의 구역을 가지고 쓰마촌(津万村)이 성립하였다.
- 1917년 11월 1일 - 쓰마촌이 정으로 승격하면서 개칭하여 니시와키정이 되었다.
- 1952년 4월 1일 - 히노촌, 시게하루촌, 히에조촌과 합병해 니시와키시가 성립하여, 동일 니시와키정은 폐지되었다.

## 교통

### 철도
- 일본국유철도 (현 서일본 여객철도)
  - 가시야선

### 도로
- 국도 제175호선

## 참고문헌
- 가도카와 일본지명대사전 28 효고현